# Pohjolan Voima
Pohjolan Voima est un producteur d'énergie fondé en 1943 en Finlande.
Pohjolan Voima produit de l'électricité et de la chaleur par hydroélectricité, ou par centrales thermiques et nucléaires de différentes régions de Finlande.

## Actionnariat
Les principaux actionnaires de Pohjolan Voima sont les fabricants finlandais de pâtes à papiers UPM (42,0%) et Stora Enso (15,6%).
Les autres actionnaires comprennent des sociétés d'électricité et de services publics appartenant à plusieurs municipalités. L'énergie produite par l'entreprise est répartie entre ses actionnaires en fonction de leur propriété et les actionnaires paient les coûts de production réels. Cet arrangement permet aux petites compagnies d'électricité de participer ensemble à des projets de centrales plus importants et de bénéficier des économies d'échelle.
Pohjolan Voima est l'un des fondateurs et Le principal actionnaire de l'exploitant Teollisuuden Voima Oy de la centrale nucléaire d'Olkiluoto.
Pohjolan Voima détient une participation de 25% dans le gestionnaire de réseau de transport d'électricité finlandais Fingrid.